# Sylda
Sylda ist ein Ortsteil der Stadt Arnstein im Landkreis Mansfeld-Südharz in Sachsen-Anhalt.

## Geschichte

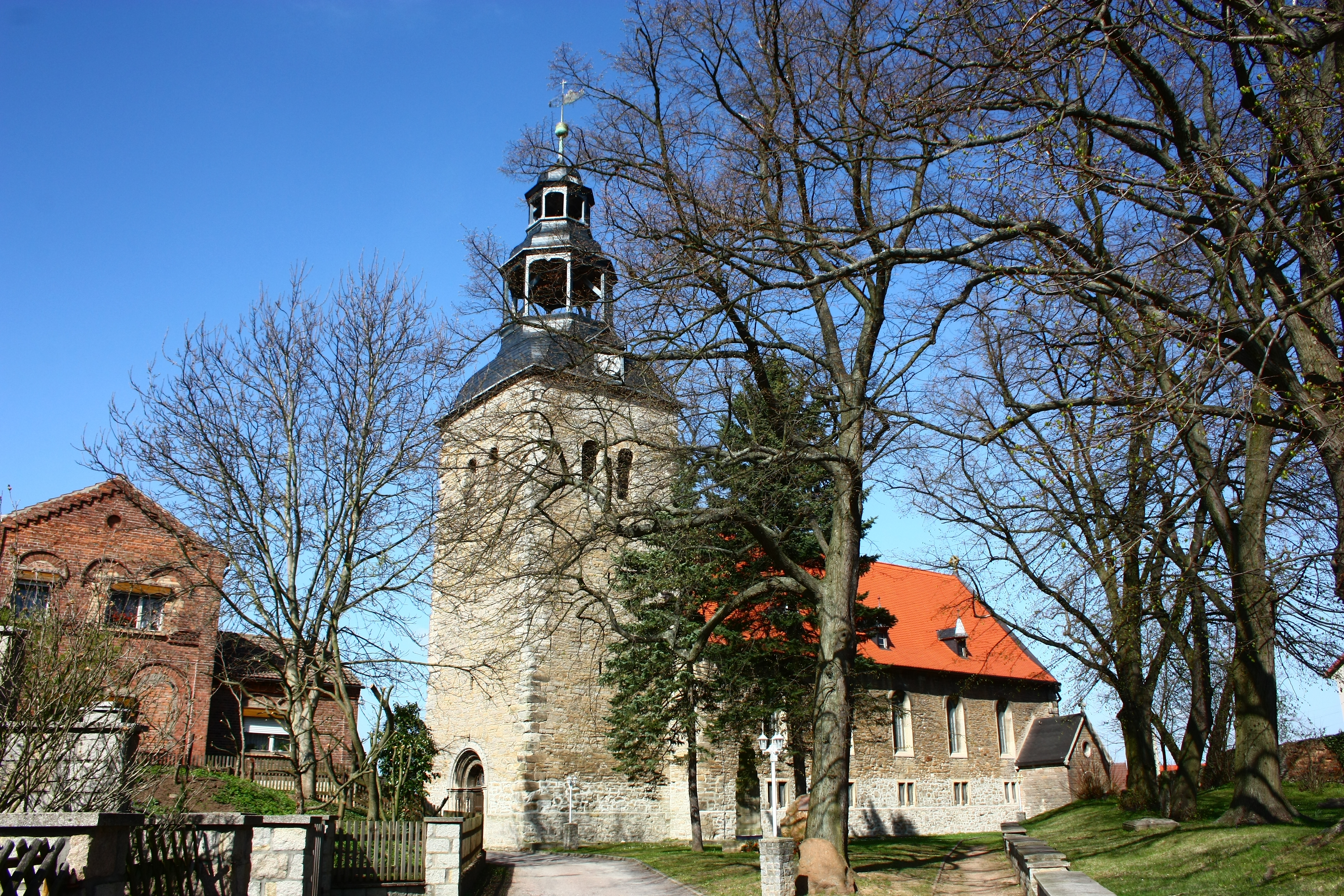
Dorfkirche von Sylda

Das Dorf Sylda wurde seit dem Jahre 992 mehrfach urkundlich erwähnt. Über den Ursprung des Ortsnamens gibt es verschiedene, teils widersprüchliche Annahmen. Sylda gehörte zum Zeitpunkt seiner ersten urkundlichen Erwähnung im Jahre 992 zur kaiserlichen Pfalz Walbeck. Der Ort war im 13. Jahrhundert Sitz eines niederen Adelsgeschlechtes. Die Vertreter desselben waren Dienstleute der Herren von Burg Arnstein. Die Kirche des Ortes erhielt in der zweiten Hälfte des 18. Jahrhunderts ihr heutiges Aussehen. Ein Pfarrer wurde aber bereits 1287 urkundlich erwähnt.
Südlich von Sylda liegen die wüsten Dorfstätten Iwerode, Klein Sylda und Wolfshagen.
Vom 20. Juli 1950 bis zum 31. März 1990 gehörte Harkerode zur Gemeinde Sylda.
1992 wurde ein Gedenkstein für Johann Gottfried Wilhelm Gangloff in Sylda aufgestellt. Der Ort gedenkt damit seines berühmten Sohns, der im 19. Jahrhundert einer der Wildschützen der Harzregion war. Gangloff ging als “Schrecken des Harzes” in den Sagen- und Legendenschatz des Harzes ein.
Eine Grabstätte auf dem Gemeindefriedhof St. Marien erinnert an einen namentlich bekannten Bürger der Sowjetunion, der während des Zweiten Weltkrieges ein Opfer von Zwangsarbeit wurde.
Am 1. Januar 2010 schlossen sich die bis dahin selbstständigen Gemeinden Sylda, Alterode, Bräunrode, Greifenhagen, Harkerode, Quenstedt, Stangerode, Ulzigerode und Welbsleben sowie die Stadt Sandersleben (Anhalt) zur neuen Stadt Arnstein zusammen. Die Verwaltungsgemeinschaft Wipper-Eine, zu der Sylda gehörte, wurde aufgelöst.

## Politik

### Wappen

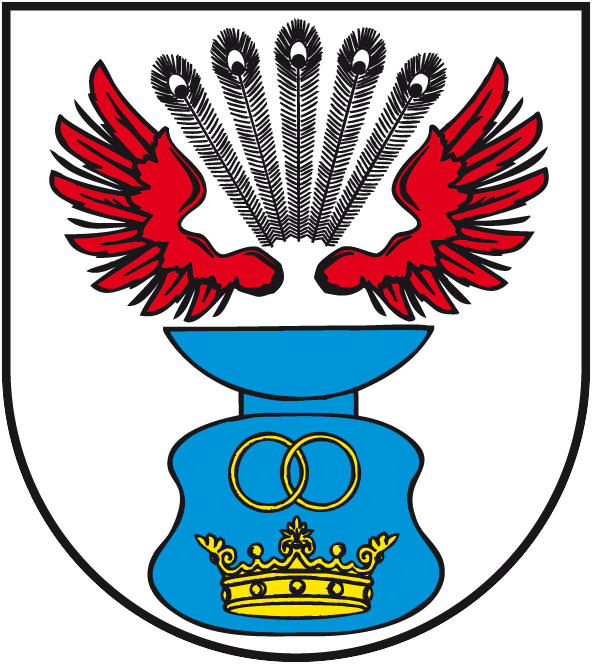
Wappen von Sylda

Im Jahr 1994 beauftragte die Gemeinde Sylda den Kommunalheraldiker Jörg Mantzsch mit der Erarbeitung eines rechtsgültigen Wappens. Sylda besaß nachweislich seit 1801 (möglich schon früher) ein Gemeindesiegel, mit dem der Ort Urkunden beglaubigte. Der Heraldiker Otto Hupp schreibt Anfang des 20. Jahrhunderts, dass das Siegel des Dorfes Sylda einen Durchmesser von 35 mm hatte und die Umschrift trägt + DAS + GEMEINDE + SIEGEL + ZU + SILDA + 1801 +. Es „zeigt in einem Schilde eine Art Vase oder kurze Säule, auf der oben anscheinend ein offener Flug erscheint, aus dem ein Pfauenbusch (?) ragt.“
Der Historiker und Heimatforscher Prof. Grössler vertrat Ende des 19. Jahrhunderts die Auffassung, dass es sich bei dem Siegelbild um das Wappenzeichen eines unbekannten Adelsgeschlechts handelt. Hupp dagegen erwähnt, „es wäre aber auch möglich, dass nur irgend eine Allegorie aus der Biedermeierzeit zugrunde liegt.“
Der These, beim Siegelbild von Sylda handele es sich um ein früheres Wappenbild, schloss sich Mantzsch an und verwies auf folgende Fakten:
1.) Es gibt bei ca. 35.000 bürgerlichen oder adligen Familienwappen kein einziges Beispiel, wo Flug und Pfauenfedern freischwebend über dem Wappenschild stehen; sie waren stets eine Helmzier.
Mantzsch schreibt: „Für ein Wappen ist wesentlich, was sich im Schild befindet. Diese Symbolik war unveränderlich, d. h. das Wappen konnte sich nur durch Hinzukommen neuer Wappen (z. B. durch Heirat) erweitern. Insofern ein Familienwappen vererbt wurde, war es meistens der Fall, dass das eigentliche Wappen im Schild unverändert blieb, zur Unterscheidung der genealogischen Linien jedoch beispielsweise die Helmzier oder anderes Beiwerk verändert wurden. So wandelten sich Pfauenfedern z. B. zu Büffelhörner etc. Diese Symbole des Oberwappens hatten also auch die Funktion, das Wappen verschiedener Familien eines Stammes zu unterscheiden. Auf jeden Fall waren sie Elemente, die auflerhalb (d.h. über) dem Schild standen und mit einem Helm verbunden waren.“
„Wenn es sich im Siegelbild von Sylda beim offenen Flug und den Pfauenfedern also um eine Helmzier handelt, so wird eben jener unerkenntliche Fleck zwischen dem Flug im alten Siegel ein Helm gewesen sein. Es ist an zahlreichen Beispielen von Orten nachweislich, dass sich Siegelbilder im Laufe der Jahrhunderte änderten, weil die Siegel z. B. durch Benutzung über einen langen Zeitraum verschlissen, ihr Bild unkenntlich wurde und sich seine genaue Form und Bedeutung aus der Erinnerung verloren. Nicht anders ist bei Sylda zu vermuten.“
2.) Unter einer Helmzier steht stets ein Wappenschild. Schlussfolgernd bleibt die Feststellung, dass die von Hupp benannte „Art Vase oder kurze Säule“ nichts anderes als das ehemalige Wappenschild eines im Orte ansässigen oder den Ort beherrschenden Geschlechts war.
„Wir wissen, dass Schildformen sich stilgeschichtlich häufig wandelten. Zur Zeit des Barock nahmen sie zuweilen groteske Formen an, waren z. T. so gewunden bzw. gewölbt wie eine Vase. Was liegt näher, als die Vermutung, auch hier hat sich der Graveur, der das Siegel im Jahre 1801 schuf, auf jene Geometrie berufen, die er überliefert sah.“
„Was aus dem alten Siegel eindeutig erkennbar ist, sind die Symbole der Ringe und der Krone. Kronen unterliegen in der Heraldik einer strengen und genauen Hierarchie, d. h. je nach Adelsstand war auch die Krone in einer bestimmten Weise gezeichnet. Vermutungen, es könne sich die Krone auf einen höheren Adel beziehen, sind kaum nachvollziehbar und rein spekulativ.“